# Web Warriors
Web Warriors is een documentaire uit 2008. De film is geschreven en geregisseerd door Jay Dahl, en geproduceerd door Edward Peill en Christopher Zimmer. Het verhaal in de film wordt verteld door actrice en gastvrouw Ann-Marie MacDonald, en door hacker Donnie Werner. De muziek in de film is gemaakt door Jay Dahl.

## Samenvatting
Web Warriors laat zien hoe het internet een plaats van cyberoorlog kan zijn. De film geeft een inkijk in de virtuele gemeenschap en het leven van hacker Mafia Boy, een student die de bedrijven Yahoo, eBay, CNN en Dell stillegt door gebruik te maken van zogeheten denial-of-service- of DoS-aanvallen. De film volgt ook het verhaal van Donnie, een grey hat hacker, die op zoek is naar de uitvinder van een nieuw computervirus. Microsoft geeft namelijk een beloning van 250.000 Amerikaanse dollar aan de persoon die informatie kan geven die kan leiden tot de arrestatie van de uitvinder. Donnie kan deze persoon niet vinden en daardoor ook niet de beloning opstrijken.